# Yoshihiro Kitazawa
Yoshihiro Kitazawa (jap. 北沢 欣浩, Kitazawa Yoshihiro; * 4. August 1962 in Kushiro, Hokkaidō) ist ein ehemaliger japanischer Eisschnellläufer.
Kitazawa belegte bei der nationalen Sprintmeisterschaft 1984 den dritten Platz und qualifizierte sich damit für das Nationalteam. Bei den Olympischen Winterspielen 1984 in Sarajevo erreichte er den zweiten Platz über 500 Meter und gewann damit die erste Medaille für Japan im Eisschnelllauf überhaupt. Im Wettkampf über 1000 Meter belegte er den 31. Platz. Die Sprintweltmeisterschaft im gleichen Jahr beendete er auf Rang 22. Bei den Winter-Asienspielen 1986 in Sapporo konnte er nochmals den fünften Platz über 500 Meter erreichen. Kitazawa beendete seine aktive Karriere 1988.

## Persönliche Bestzeiten
| Strecke | Zeit        | Datum             | Ort       |
| ------- | ----------- | ----------------- | --------- |
| 500 m   | 37,30 s     | 18. März 1985     | Almaty    |
| 1000 m  | 1:17,95 min | 9. Dezember 1983  | Matsumoto |
| 1500 m  | 2:06,69 min | 25. Dezember 1981 | Nikkō     |
| 3000 m  | 5:21,09 min | 9. Dezember 1979  | Akanashi  |
| 5000 m  | 7:34,03 min | 28. November 1993 | Sapporo   |